# Joseph-Marie Flouest
 Joseph-Marie Flouest fue un pintor y escultor sobre marfil , nacido el 7 de diciembre de 1747 en Dieppe y fallecido el 25 de mayo de 1833 en la misma ciudad de Francia.

## Datos biográficos
Amigo de Jean-Pierre Claris de Florian, Flouest estuvo encargado de ilustrar una parte de las obras de este autor .
Es particularmente conocida la edición de Galatée, imprimida en París, por Didot el mayor , en 1783, en-24. Los dibujos que acompañan a este volumen podría competir por la corrección, la gracia y la delicadeza con los de Charles Eisen, de Clément-Pierre Marillier y Jean-Michel Moreau.
Flouest dirigió , durante veinticinco años, la escuela municipal de dibujo Dieppe, y formó a los estudiantes que sería excelentes talladores de marfil en esta ciudad .